# کلیسای کاتولیک
کلیسای کاتولیک رم یا کلیسای کاتولیک رومی یا کلیسای کاتولیک (به لاتین: Ecclesia Catholica) بزرگ‌ترین کلیسای مسیحیت در جهان است. کلیسای کاتولیک با بیش از یک و نیم میلیارد نفر پیرو در کل جهان، بزرگ‌ترین شاخه از کلیسای مسیحی محسوب می‌شود. در راس این کلیسا اسقف اعظم روم قرار دارد که با نام پاپ شناخته می‌شود. دکترین این کلیسا بر اعتقاد نامه نیقیه استوار است. این کلیسا به هفت آیین اصلی کلیسا موسوم به هفت راز مقدس باور دارد.
هم‌اکنون یکی از مهم‌ترین آموزه‌های کلیسای کاتولیک، اتحاد و بنای یک کلیسای راستین است که سر آن عیسی محسوب می‌شود. تمامی اسقفان کلیسای کاتولیک خود را نمایندگان رسولان عیسی مسیح و همچنین خود را جانشین پطرس مقدس می‌دانند.
کلیسای کاتولیک اهداف خود را بر «گسترش انجیل عیسی مسیح، مدیریت کلیسا از طریق حاکمیت دینی و اعمال خیریه تأسیس بیمارستان، یتیم خانه و مدرسه» تعریف می‌کند. کلیسای کاتولیک همچنین برنامه‌های اجتماعی و مؤسسات خیریهٔ مسیحی را نیز اداره می‌کند، ازجمله مدارس، دانشگاه‌ها، بیمارستان‌ها، پناهگاه‌ها و صومعه‌ها که به تبلیغ محبت و انسان‌دوستی می‌پردازند، و همچنین به افراد نیازمند و خواهان کمک، خدمات رفاهی می‌رسانند. از مدارس معروف کاتولیک در ایران پیش از انقلاب به مدرسه ژاندارک در منطقه ۱۲ شهرداری تهران می‌توان اشاره کرد که بزرگان علم و ادب بسیاری از آن فارغ‌التحصیل شدند. هم‌اکنون دولت‌شهر واتیکان مرکز همراهی و حضور سایر اسقف‌ها و مسیحیان جهان در درون شهر رم در کشور ایتالیا جای دارد.

## ریشه نام
کاتولیک از واژه یونانی کاثولیکوس (Katholicos) در لغت یونانی به معنای «جامع» است و کلیسای کاتولیک به این معنا شامل کلیه شعب دین مسیحیت است. در راس این کلیسا اسقف رم قرار دارد که با نام پاپ شناخته می‌شود.

## تاریخ کلیسای کاتولیک

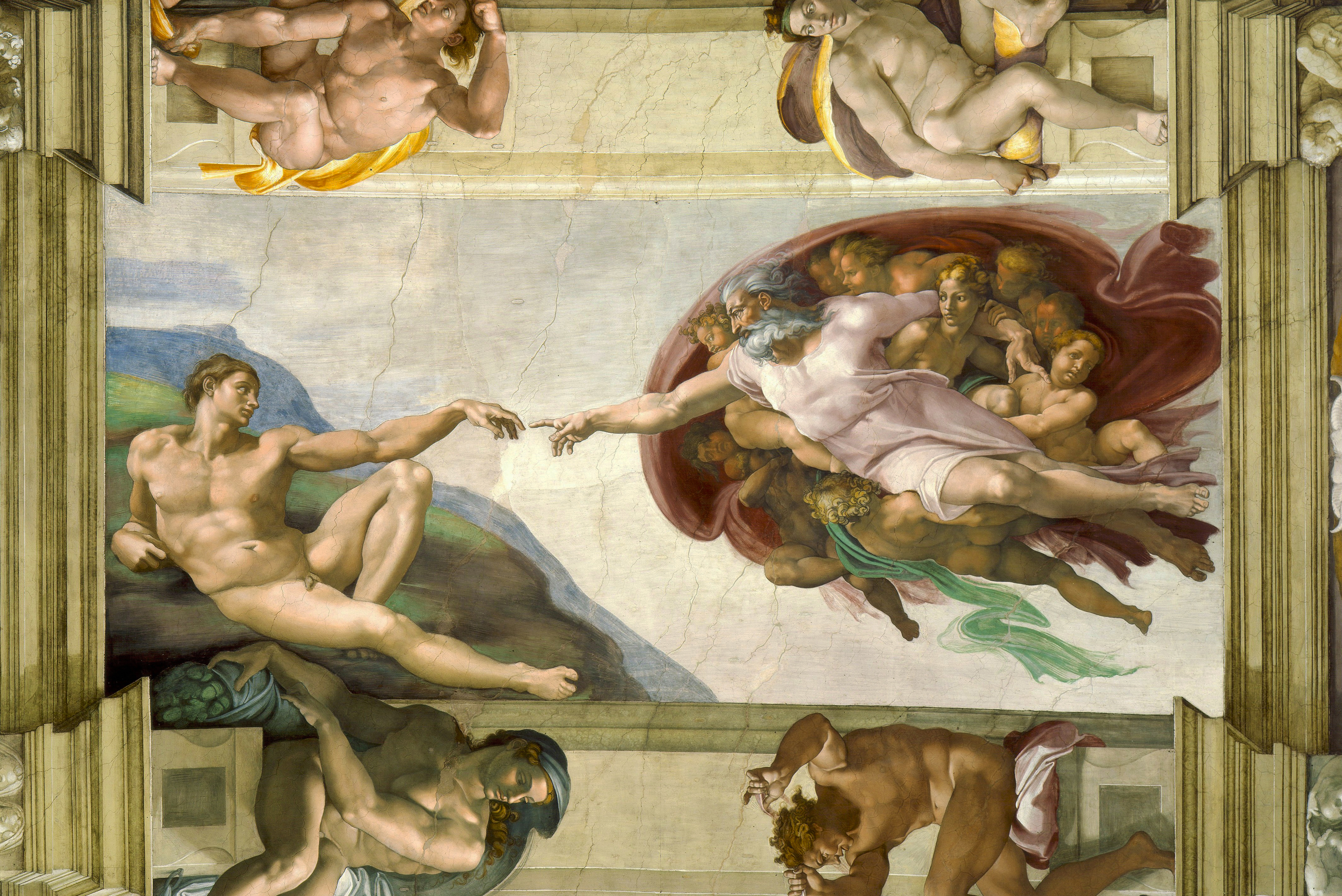
آموزه‌های کلیسای کاتولیک نظریه تکامل در مورد پیدایش انسان را رد نمی‌کند، اما بر روایت آفرینش در سفر پیدایش تأکید دارد. نقاشی: آفرینش آدم اثر میکل آنژ.

دین مسیحیت بر اساس آموزه‌های عیسی مسیح، که در سده نخست میلادی در منطقه یهودیه به موعظه و پند و اندرز اهالی آنجا می‌پرداخت، استوار است اما دین مسیحیت با توجه بر شکنجه پیروان آن بخاطر برخی از بزرگان یهودی که خواهان از بین بردن رسولان مسیح و پیروان آنها بودند با تحت فشار قرار دادن امپراتوری بزرگ روم و مخالف نشان دادن مسیحیان با خدایان باستان از سوی امپراتوری روم که پرستش چند خدایی یا به اصطلاح پاگانیسم رواج داشت، گسترش یافت تا اینکه پس از گرویدن کنستانتین یکم پادشاه روم به دین مسیحت، پس از گذر مدتی در سال ۳۱۳ میلادی وی بر طبق اعلام فرمانی موسوم به فرمان میلان، دین رسمی امپراتوری روم را مسیحیت اعلام کرد و امپراتوری روم حامی مسیحیان و مردم تحت امپراتوری شد.

در سال ۳۲۵ میلادی، قانونی به نام اعتقادنامه نیقیه مصوب شورای اول نیقیه به تصویب رسید که این اعتقادنامه اساس دین مسیحیت گردید و امروزه تمامی مسیحیان (به استثنای کلیسای شرق) به آن باور دارند.
کلیسای کاتولیک و کلیسای ارتدکس شرقی در سده یازدهم میلادی در تعاریف و اصول بنیادین خود دچار اختلافاتی میان برخی راهنمایان کلیسا در درک بهتر و اجرای کامل‌ترین هدایت شدند.

## مقام پاپ

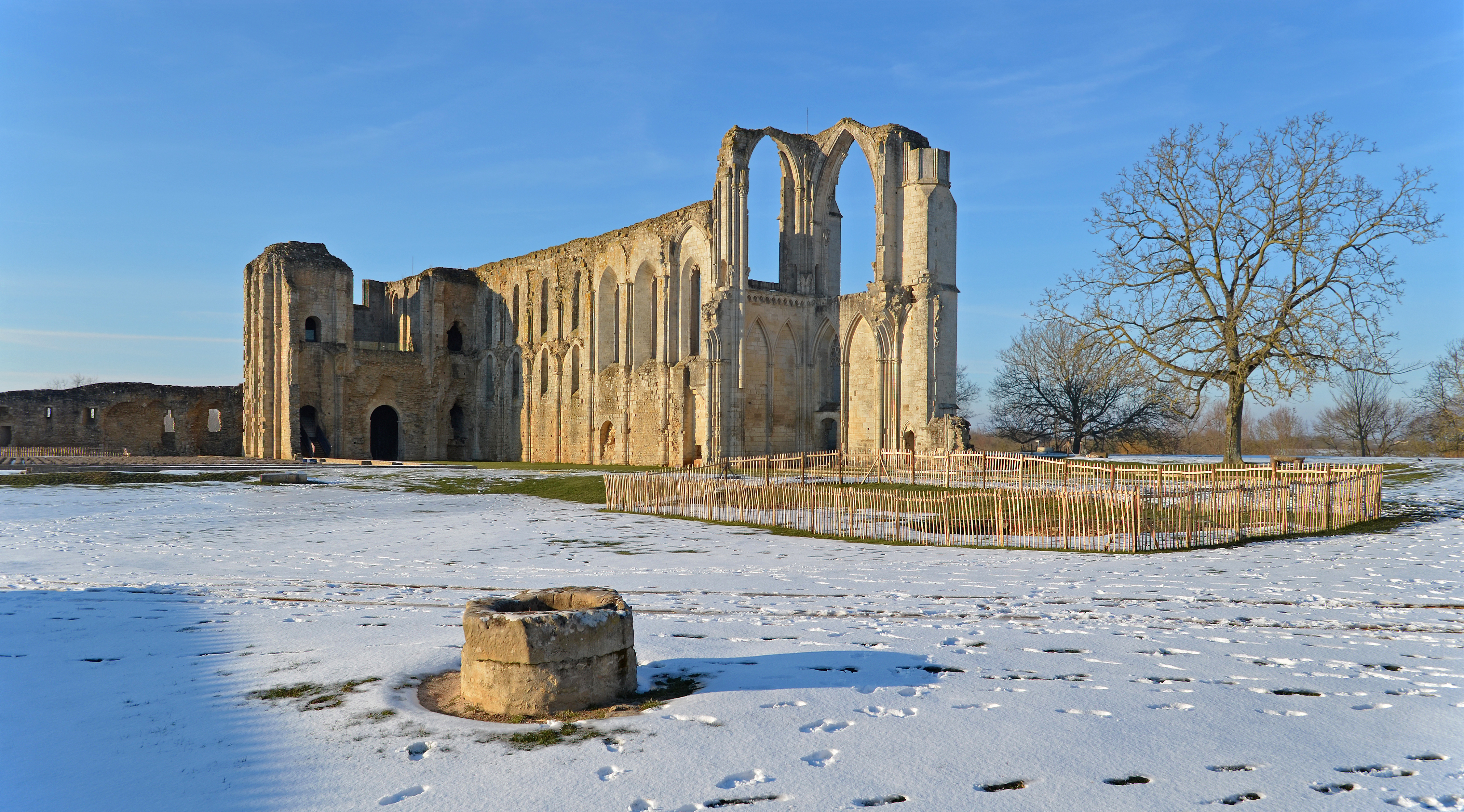
کلیسای جامع میلزایس یک کلیسای کاتولیک رومی ویران شده در کمون میلزایس در وانده فرانسه است. کلیسای جامع متعلق به اسقف نشین لوچون، با آیین‌های رومی، و با سنت پیتر به عنوان قدیس حامی بود.

مطابق اعتقاد کاتولیک‌ها کسی که به‌عنوان پاپ انتخاب می‌شود، ادامه‌دهندهٔ راه پطرس است. پطرس رسول دومین و بزرگ‌ترین شاگرد مسیح است که عیسی او را برای هدایت کلیسا معرفی کرد. فردی که در این جایگاه قرار می‌گیرد نام جدیدی، برگرفته از نام یکی از قدیسان بر خود می‌گذارد. ازاین‌رو، کاردینال «خورخه برگلیو» از بوینس آیرس و آخرین پاپ کلیسای کاتولیک رم زمانی که در جایگاه ۲۶۶مین رهبر کاتولیک‌های جهان قرار گرفت، «پاپ فرانسیس» خوانده شد.

## واتیکان

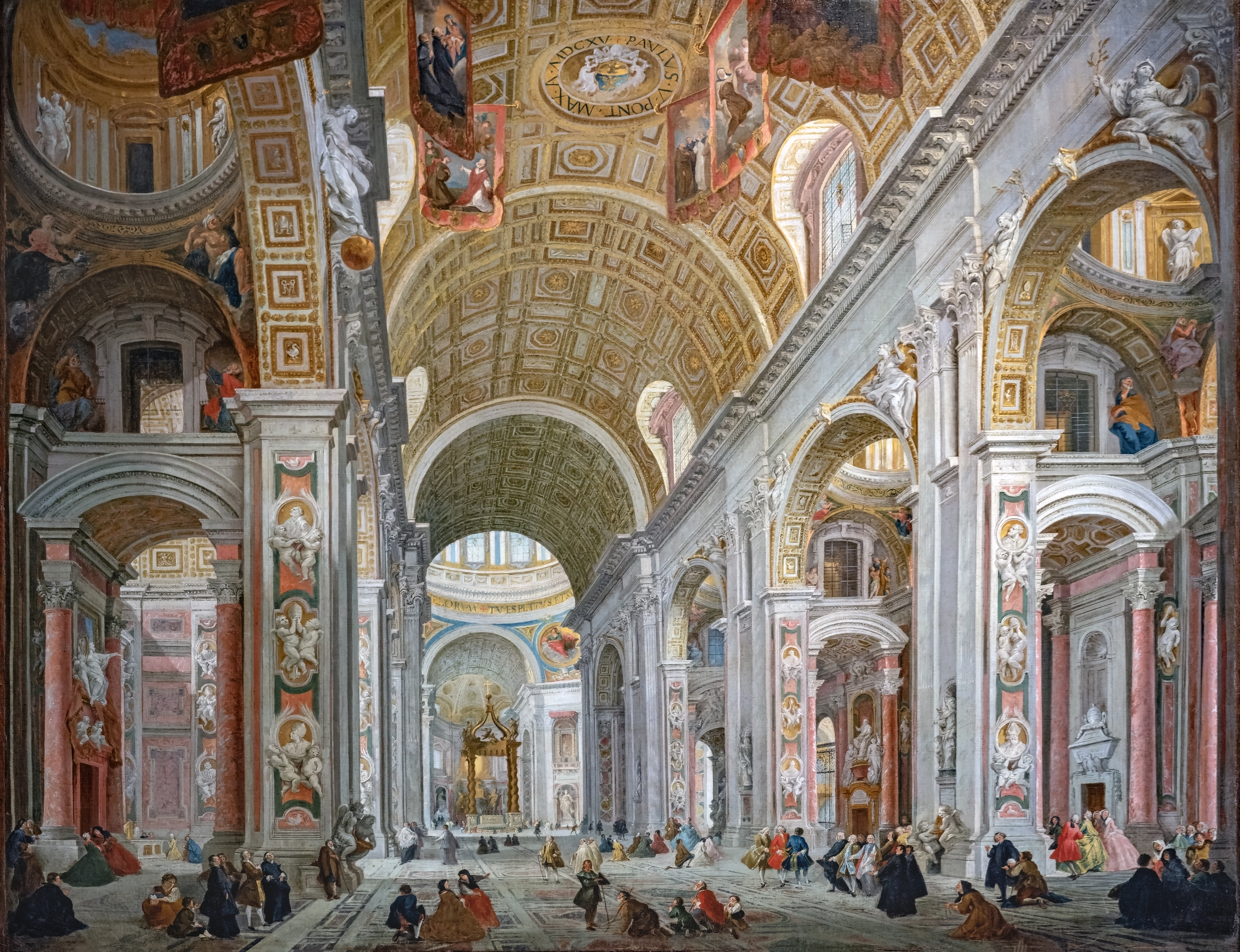
کلیسای کاتولیک در شکل‌گیری جنبش رنسانس در اروپا و دوران گذار از سده‌های میانه به دوران جدید، نقش مهمی را ایفا کرد.

واتیکان محل اقامت پاپ، رهبر کاتولیک‌های جهان و مرکز کلیسای کاتولیک است. واتیکان با مساحتی در حدود ۴۴ هکتار، که بخاطر مقام خداوند و مسیح پسر و جلوگیری از ورود سلیقه‌های سرزمین‌های مسیحی در واتیکان سازماندهی و شیوه ادارهٔ ان بر عهدهٔ واتیکان است و افراد کلیسای مسیح در ان مشغول به انجام فعالیت‌های مختلف و زندگی هستند که واتیکان را کوچک‌ترین کشور دنیا و با جمعیتی در حدود ۸۰۰ نفر، کم‌جمعیت‌ترین کشور مستقل دنیا محسوب می‌شود.
پاپ به‌عنوان والامقام‌ترین فرد در کلیسای کاتولیک، رهبری و سرپرستی کشور واتیکان را بر عهده دارد. با این همه موضع‌گیری‌های پاپ در پیوند با مسائل جهان که از طریق پیام‌ها، نامه‌های سرگشاده یا در موعظه‌ها و سخنرانی‌های او اعلام می‌شود که به جایگاه مذهبی او ارتباط دارد.
از سال ۱۹۸۱ میلادی، دربار واتیکان برای خاتمه‌دادن به حدس و گمان‌ها در مورد میزان ثروت و درآمد کلیسا، که در دنیا برای حمایت از آسیب دیدگان و حمایت از افراد برای تحصیل و درمان و سایر فعالیت‌های انسان دوستانه حساب‌های مالی خود را منتشر می‌کند. کلیسای کاتولیک همچنین دارای سیستم قضایی جهت برخورد با تخلفات اداری روحانیون است که به «دادگاه تریبیونال واتیکان» مشهور است.

## مواضع و باورها

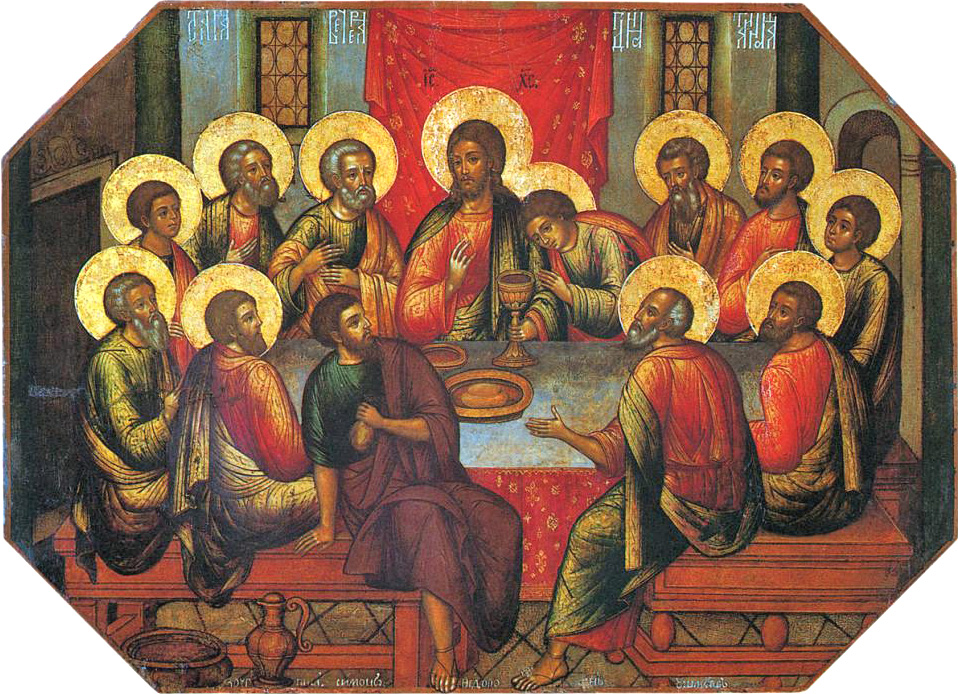
در عالم مسیحیت معمولاً در نقاشی‌های کشیده شده از قدیسین، هاله‌ای از نور قرار دارد.

«تثلیث» یکی از اعتقادات بنیادین مسیحیت است. قرائت کلیسای کاتولیک روم از تثلیث، چنین تعریف شده‌است: «تثلیث واحد است».
«لقاح پاک» یکی از آموزه‌های کلیسای کاتولیک است در اشاره به «پاک و مطهر و معصوم» بودن مریم عذرا، بانوی مقدس که به دنیا آورندهٔ پسر از وجود پدر آسمانی، پروردگار یکتای هستی، بود.
«اعتراف به گناهان» و «طلب استغفار» نزد کشیش در کلیسای کاتولیک، آیینی مقدس شمرده می‌شود.
«تجرد کشیشان» و «ممنوعیت انتصاب زنان به عنوان کشیش» از جمله آموزه‌های بنیادین کلیسای کاتولیک عنوان می‌شوند.
کلیسای کاتولیک باور به «قدیس» دارد. برای قدیس معرفی‌کردن فردی در کلیسای کاتولیک، باید معجزه‌ای از فرد مورد نظر، به کلیسا اثبات شود. رسولان مسیح با ایمان و اعتماد به عیسی مسیح که تنها خداوند و مسیح که از خداوند بود رسولان را قادر به معجزه برای آگاه ساختن انسانها و روشن نمودن چشمان و قلب مردمان بودند.
آموزه‌های کلیسای کاتولیک نظریه تکامل در مورد پیدایش انسان را رد نمی‌کند، اما بر روایت آفرینش در انجیل تأکید دارد.
کلیسای کاتولیک رویکردی مخالف با استفاده از کاندوم جهت نزدیکی جنسی دارد؛ اما استفاده از آن را در شرایطی خاص از جمله در مواقعی چون استفاده توسط روسپی‌ها برای جلوگیری از گسترش بیماری ایدز را موجه و جایز می‌داند. کلیسای کاتولیک معتقد است که «پایبندی به روابط زناشویی و خودداری از روابط جنسی پیش از ازدواج بهترین راه جلوگیری از گسترش ویروس اچ‌آی‌وی است». ویروس اچ‌آی‌وی عامل بیماری ایدز شناخته شده‌است.
کلیسای کاتولیک به «حق زندگی» باور دارد و آموزه‌ها و اصول اعتقادی کلیسای کاتولیک در مخالفت با عمل «سقط جنین» است. این کلیسا همچنین درهای خود را به روی زوج‌های همجنس‌گرا یا کسانی که بدون ازدواج باهم زندگی می‌کنند یا افراد مطلقه‌ای که دوباره ازدواج کرده‌اند، بسته‌است.
کلیسای کاتولیک رسماً در سال ۱۹۶۵ میلادی، اصل اعتقادی قدیمی در الهیات کاتولیک، مبنی بر اینکه «یهودیان جمعاً گناه مصلوب‌شدن عیسی مسیح را بر شانه دارند» را مطرود اعلام کرد. این اصل منجر به قرن‌ها آزار و اذیت یهودیان در جوامع مسیحی شده بود.
در کلیساهای کاتولیک رومی و ارتدوکس شرقی این باور وجود دارد که فاسد نشدن جسد به شکل معمول آن، نشانه «تقدس» است.
رنگ سیاه در کلیسای کاتولیک به معنای تقوا و پرهیزگاری و خشوع و افتادگی است.

## تاریخ کلیسا

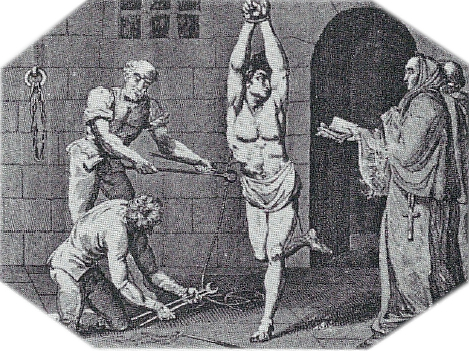
کشیش‌های مسیحی در دوران موسوم به «قرون وسطی» به «تفتیش عقاید» در محکمه‌های بازجویی دینی روی آورده بودند.

کلیسای کاتولیک هیچ نیروی سیاسی یا پادشاهی را هم‌مرتبه با خود نمی‌دانست، از این روی سلطه سیاسی و اجتماعی خود را در کنار حاکمیت دینی تحکیم کرد و دوره‌ای جدید از تمدن اروپا به نام قرون وسطی را شکل داد. کلیسای کاتولیک خود را تنها مرجع اعطای «مقام قدیسی» به انسان‌ها می‌داند.
«انگیزاسیون» یا محکمه‌های بازجویی دینی و دادگاه‌های تفتیش عقاید در سده سیزدهم میلادی توسط پاپ گرگوری نهم بنیان نهاده شد و در طول جنگ‌های مذهبی میان پروتستان‌ها و کاتولیک‌ها در سده‌های شانزدهم و هفدهم میلادی به شدت فعال بود و با تکیه بر قدرت حکومت دینی از قرائت خاص کلیسای کاتولیک دفاع می‌کرد و به سرکوب و آزار سایر قرائات از مسیحیت می‌پرداخت.
در اکتبر ۲۰۱۱ میلادی، پاپ بندیکت شانزدهم، رهبر مسیحیان کاتولیک جهان، نسبت به استفاده از زور و جنگ برای ترویج مسیحیت در سده‌های گذشته، «انتقاد و اظهار شرم» کرد. هرگز عقیدهٔ پیروان گروه مسیح بر دیگر عقاید گروه مسیحیان برتری ندارد و تمام مسیحیان در راه خدا و مسیح می‌توانیم که مورد رضایت پدر آسمانی قرار بگیریم او با اشاره به خشونت‌هایی که در تاریخ برای ترویج مسیحیت گروهی خاص رخ داده‌است گفت: «ما این را با شرم بزرگی تأیید می‌کنیم؛ ولی کاملاً واضح است که این سوء استفاده از ایمان مسیحی بوده‌است، و آشفتگی روح و ضعف ایمان شخص مسئول هدایت انسان‌ها جز غم و شرم نتیجه‌ای نداشته‌است. چیزی که به وضوح با ذات واقعی آن در تضاد است».